# Об'єкт та предмет соціологічного дослідження
Об'єкт соціологічного дослідження — це те, на що спрямований, процес пізнання. Формулювання проблеми тягне за собою вибір конкретного об'єкта дослідження. Ним може бути соціальний процес, чи область соціальної дійсності, чи якісь соціальні взаємини, що породжують проблемну ситуацію.
Об'єкт соціологічного дослідження є обов'язковою складовою програми соціологічного дослідження.

## Об'єкт соціологічного дослідження
Об'єкт — носій проблемної ситуації, конкретна сфера соціальної реальності, сфера діяльності суб'єкта суспільного життя, включена в процес наукового пізнання. Виділення об'єкта здійснюється на основі аналізу проблеми. Як об'єкт виокремлюють сферу соціальної дійсності, яка містить соціальне протиріччя проблемної ситуації.
Об'єктом соціологічного дослідження в широкому сенсі виступає носій тієї чи іншої соціальної проблеми, у вузькому — люди або об'єкти, здатні дати соціологу необхідну інформацію. Також виділяють поняття ідеалізованого об'єкту дослідження — це модель досліджуваного об'єкта, яка створюється самим дослідником на теоретичному рівні аналізу. Співвідношення між ідеалізованим та емпіричним об'єктами дозволяє прослідкувати рівень усвідомленості дослідника перед проведенням самого дослідження.

## Предмет соціологічного дослідження
Крім об'єкта виділяється також предмет вивчення, або ті найбільш значимі з практичної або теоретичної точки зору властивості, сторони, особливості об'єкта, які підлягають безпосередньому вивченню. Решта сторін або особливості об'єкта залишаються поза полем зору дослідника, так, як об'єкт — це те, що містить соціальну проблему, а предмет — це ті його властивості і сторони, які найбільш всесторонньо висловлюють несхожість інтересів соціальних суб'єктів, особистості та організацій, утворюють як би полюси соціального протиріччя чи конфлікту.
Предмет соціологічного дослідження — це найістотніші властивості і зв'язки об'єкта, пізнання яких особливо важливо для вирішення проблеми дослідження. Визначення предмета залежить як від властивостей об'єкта і характеру поставлених проблем, так і від рівня наукових знань, якими володіє соціолог. Формулюється на основі аналізу властивостей і ознак об'єкта дослідження, але не збігається з ним.
Один і той самий об'єкт може вивчатися для вирішення різних проблем і допускати безліч предметів дослідження. Предмет встановлює пізнавальні кордони, в межах яких вивчається конкретний об'єкт у даному дослідженні. Правильний вибір предмета забезпечується суворим формулюванням проблеми, системним аналізом об'єкта. Зазвичай предмет дослідження містить в собі центральне питання проблеми, пов'язаний з припущенням про можливість виявити в ньому закономірність чи центральну тенденцію. Постановка такого питання — джерело висування робочих гіпотез. У тих випадках, коли проблема дослідження не виявлено досить чітко, для встановлення предмета необхідно пошукове дослідження.
Очевидно, що в міру ускладнення предмета дослідження ускладнюється методичне забезпечення, ростуть витрати часу і коштів і, разом з тим, зростає і надійність інформації, розширюються межі інтерпретації, підвищується її обґрунтованість.